# Iglesia de San Esteban (Capri)
La iglesia de Santo Stefano es una iglesia monumental de Capri, la iglesia más grande de la isla, sede parroquial y la catedral de la diócesis de Capri desde 1560 hasta 1818.

## Historia
En el mismo lugar donde se encuentra la iglesia de Santo Stefano, en origen debió haber otra iglesia dedicada a Santa Sofía y un antiguo monasterio benedictino, que data del año 580, del que sólo queda el campanario de la Piazzetta. La nueva iglesia fue construida en 1688 sobre un proyecto del arquitecto Francesco Antonio Picchiatti y terminada, gracias a la construcción de Marziale Desiderio, en 1697; fue consagrada por el obispo Michele Vandeneyndel el 17 de mayo de 1723, convirtiéndose en la catedral de Capri. Sin embargo, las obras de terminación definitiva duraron hasta 1751, cuando se dispuso el coro y algunos trucos en su interior; en 1818, con la supresión de la diócesis de Capri, perdió su función de obispado.

## Estructura

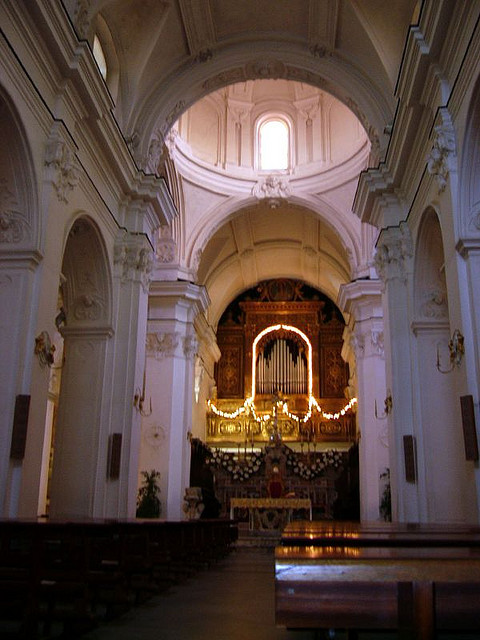
El interior

Su fachada está dividida en dos por un entablamento: la parte inferior se caracteriza por un portal principal, decorado con falsos paneles de mármol y dos laterales, rematados por nichos en los que se encuentran estatuas de santos y una serie de pilastras, mientras que la parte superior, más pequeña que la inferior, tiene una gran ventana central y remata en los extremos con volutas; se pueden reconocer varias decoraciones de estuco en toda la fachada.
En el interior, es de planta de cruz latina, dividida en tres naves, donde la principal está cubierta por bóveda de cañón, mientras que las dos laterales, donde se abren cuatro capillas a cada lado, están cubiertas por una serie de cúpulas, todas ellas exteriores, estas cúpulas se caracterizan por tambores con surcos verticales y contrafuertes arqueados ; la cúpula principal, se sitúa en la intersección entre la nave central y el crucero.
El altar mayor se sitúa en un ábside rectangular: la mesa se realizó utilizando una columna de mármol amarillo de la iglesia de San Costanzo, mientras que el piso es de mármol policromado, de Villa Jovis; detrás del altar está el órgano. En el pasillo derecho la primera capilla está dedicada a San Michele Arcangelo, con una pintura de Paolo De Matteis, la segunda está dedicada a la Virgen María y tiene un lienzo del siglo XIX en el altar que representa a la Virgen entre los ángeles ; sigue la capilla de la Madonna del Carmine, con una pintura de la Virgen del Carmen entre las almas del purgatorio, también realizada por De Matteis y la capilla del Sagrado Corazón de Jesús, que, en las paredes laterales, contiene relicarios de madera que datan de al siglo XVII y otros relicarios, también en madera, en forma de estatuas de santos, incluido el del Sagrado Corazón, de Giacomo Colombo, que originalmente representaba al Salvador y luego se adaptó. La primera capilla de la nave izquierda alberga una tabla del siglo XV que representa a San Antonio y San Miguel con la Virgen y el Niño en el centro, cuya leyenda dice que milagrosamente volvió a su lugar tras ser arrojada por corsarios por un acantilado, en la segunda capilla hay es una pila bautismal y está adornada con una pintura que reproduce el bautismo de Jesús, de la escuela de Solimena, la tercera capilla está dedicada a San Nicolás de Bari y la cuarta a San José, con representaciones de la Sagrada Familia en la altar, de María y el Niño entre San José y San Francisco en el lado derecho y el tránsito de San José en el muro izquierdo.
El lado derecho del crucero está adornado con un lienzo de Andrea Malinconico, que representa a San Andrés y uno de Giacomo Farelli, que representa el martirio de San Juan, así como un epígrafe que recuerda la consagración de la iglesia; en el mismo lado del crucero está la capilla del Santissimo Crocifisso: en el altar hay un retablo del siglo VII que representa a María, Juan y María Magdalena al pie de la cruz, un crucifijo de madera de 1691 realizado por Giacomo Colombo y, en las paredes, las tumbas de Giacomo y Vincenzo Arcucci, construidas en 1612 por Michelangelo Naccherino y trasladadas desde la Certosa di San Giacomo en 1891; es interesante el primer sepulcro, donde hay una reproducción de la cartuja puesta en manos de su fundador. En el lado izquierdo del crucero se encuentra el altar que contiene las reliquias de San Costanzo, decorado con un lienzo de Giacomo Farelli que representa al santo expulsando a los sarracenos y con la estatua de plata adornada con zafiros y granates;  también en este lado del crucero hay una capilla, dedicada al Santísimo Sacramento : en el altar hay una pintura que representa a la Virgen del Rosario, mientras que a los lados uno que representa al niño Jesús, una María Inmaculada y uno San Joaquín y Santa Ana, de la escuela por Luca Giordano.